# 이용부 (정치인)
이용부(李容富, 1952년 11월 13일~)는 대한민국의 정치인이다. 제44대 전라남도 보성군수(민선 6기, 2014~2018)이다. 본관은 광주이며, 전라남도 보성군 출신이다.

## 학력
- 복내국민학교
- 보성복내중학교
- 광주상업고등학교
- 1984~1989 한국방송통신대학교 행정학과 학사
- 1996~1998 순천대학교 행정학과 학사
- 1989~2000 연세대학교 행정대학원 행정학 석사
- 2000~2002 한양대학교 지방자치대학원 지방자치학 석사
- 2002~2007 서울시립대학교 대학원 행정학 박사

## 경력
- 문화관광부 한국방문의해 명예 홍보사절
- 1995.7~1998.6 제4대 서울특별시의회 의원(송파구 제3선거구)
- 1998.7~2002.3 제5대 서울특별시의회 의원(송파구 제2선거구)
- 1999.8~2001.8 중앙대학교 사회복지학과 특임강사
  - 2000~2002 제5대 서울특별시의회 후반기 의장
- 2000~2002 전국시도의회의장협의회 회장
- 2006.01~2006.3 열린우리당 특임위원
- 조선대학교 사회복지학과 전임강사
- 광주대학교 사회복지학과 겸임교수
- 남부대학교 사회복지학과 교수
- 2014.7~2018.6 제44대 민선 6기 전라남도 보성군수(초선, 무소속)

## 논란

### 뇌물수수 등 범죄
2017년 2월 17일 광주지방검찰청 순천지청은 뇌물을 받고 직권을 남용한 혐의로 이용부를 불구속 기소하였다. 수사 결과 이용부는 2014년 8월 14일 전라남도의회 의장 임명규(2017년 2월 17일 불구속 기소)로부터 보성군 벌교읍의 사택부지 1천31m2(감정가 4천800만원)를 시가보다 2,818만원 상당 저렴하게 매수(뇌물수수)하고, 임명규가 운영하는 요양병원에 다른 직원 들의 2배 수준인 월 400만원 상당의 고액 급여를 받는 조건으로 딸(2015년 4월~2016년 12월 근무)을 취업시켰다(뇌물수수). 또한 2015년 8월 경 임명규로부터 매수한 토지에 건설업자 C(2017년 1월 26일 구속 기소)를 시켜 151m2 규모의 사택을 신축하도록 한 다음 약 1억원 상당을 미지급(특정범죄가중처벌등에관한법률위반(뇌물))하고, 보성군 공무원 D(2017년 1월 26일 구속 기소)에게 지시하여 C의 처남에게 각종 관급공사를 발주하도록 부당 지시(직권남용)하는 한편 D로부터 2억원을 수수(특정범죄가중처벌등에관한법률위반(뇌물))한 것으로 밝혀졌다. D에게 받은 2억원은 2014년 11월 사이비 종교인 E(2017년 2월 13일 구속 기소)에게 영구기관을 실제로 발명한 것처럼 기망당해, 영구기관 관련 설계도 등을 주는 것에 대한 대가 명목으로 지급한 사기를 당했다. 검찰은 구속영장을 청구하였으나, 2017년 2월 6일 법원은 방어권 보장, 주거 일정 등을 이유로 구속영장을 기각하였다. 이용부는 구속영장 기각 직후 병원에 입원한 다음 수술을 받았고, 검찰은 이에 불구속 기소하게 되었다.

추가 수사를 통해 이용부는 자신의 형사사건 변호사 비용 및 다음 선거 자금 등을 마련하기 위해 재임기간 전체에 걸쳐 자신의 측근, 관급계약 브로커 및 담당공무원들을 이용하여 보성군과 관급계약을 체결한 업체들로부터 지속적으로 뇌물을 수수한 사실이 확인되었다. 이용부는 2015년 10월 경~2017년 7월 경까지 보성군 담당공무원들을 통해 업체들로부터 보성군과 관급계약을 체결해 달라는 등의 명목으로 9회에 걸쳐 합계 3억 5,000만 원의 뇌물을 수수(계약금액의 일정부분(5~10%)을 보성군수에게 뇌물로 공여)한 혐의(특정범죄가중처벌등에관한법률위반(뇌물))로 2017년 9월 28일 구속 기소 및 2017년 10월 18일 추가 기소되었다. 또한 보성군 담당공무원들이 보성군수에게 전달하기 위해 업체들로부터 받아 보관하고 있던 현금 1억 원을 몰수하였다. 보성군 담당공무원들은 땅속과 책장에 금원을 숨겨었다가 검찰에 임의제출하였다.
2017년 12월 21일 이용부는 특정범죄가중처벌등에관한법률위반(뇌물)으로 추가 기소되었다. 당초 2017년 2월 17일자 기소 당시 사택 신축공사와 관련하여 공사업자에게 실제 투입된 공사 대금보다 약 9,200만 원을 적게 지급하여 차액 상당의 뇌물을 수수한 것으로 확인되었으나, 보성군수가 공사업자에게 지급하였던 공사대금도 업체들로부터 하여금 대납하도록 한 뇌물로 확인된 것이다.

## 역대 선거 결과
|  | 21.1% |

|  | 46.45% |

|  | 43.94% |

|  | 41.77% |

|  | 55.02% |